# Cabiria
Cabiria je talijanski crno-bijeli nijemi povijesno-pustolovni film snimljen 1914. u režiji Giovannea Pastorea, najpoznatiji po tome što se smatra prvim povijesnim spektaklom, odnosno prvim epskim filmom i primjerom žanra koji će kasnije postati poznat kao peplum. Scenarij, čiji je autor ugledni književnik Gabriele D'Annunzio, je radnjom smješten u doba drugog punskog rata, a naslovna protagonistica (čiji lik tumači Lidia Quaranta je djevojka upetljana u sukob Rima s Kartagom tijekom koga će sresti mnoge znamenite osobe. Film je poznat i po tome što se u filmu prvi put pojavljuje snagator po imenu Maciste, koji će kasnije postati jedna od ikona rane talijanske kinematografije, odnosno peplum žanra. Povjesničarima filma je Cabiria poznata i po uvođenju tehnike vožnje kamerom u svrhu prikaza događaja, te kao i najambiciozniji, najskuplji i najveći filmski projekt tadašnjeg doba. Cabiria je imala izuzetan značaj i utjecaj na Davida W. Griffitha i povijesne scene njegovog filma Intolerance. Dio povjesničara mu, pak, pripisuje raspirivanje nacionalističkih strasti među talijanskom publikom, odnosno nastojanje da se moderna talijanska država predstavi kao nasljednik drevnog Rima, a što je dosta pridonijelo popularizaciji talijanskog fašizma 1920-ih i 1930-ih.

## Vanjske poveznice
- Guarda il film completo  Arhivirana inačica izvorne stranice od 23. listopada 2013. (Wayback Machine) su cineManiaci.it
- Note sui restauri del film